# Pinnacolo

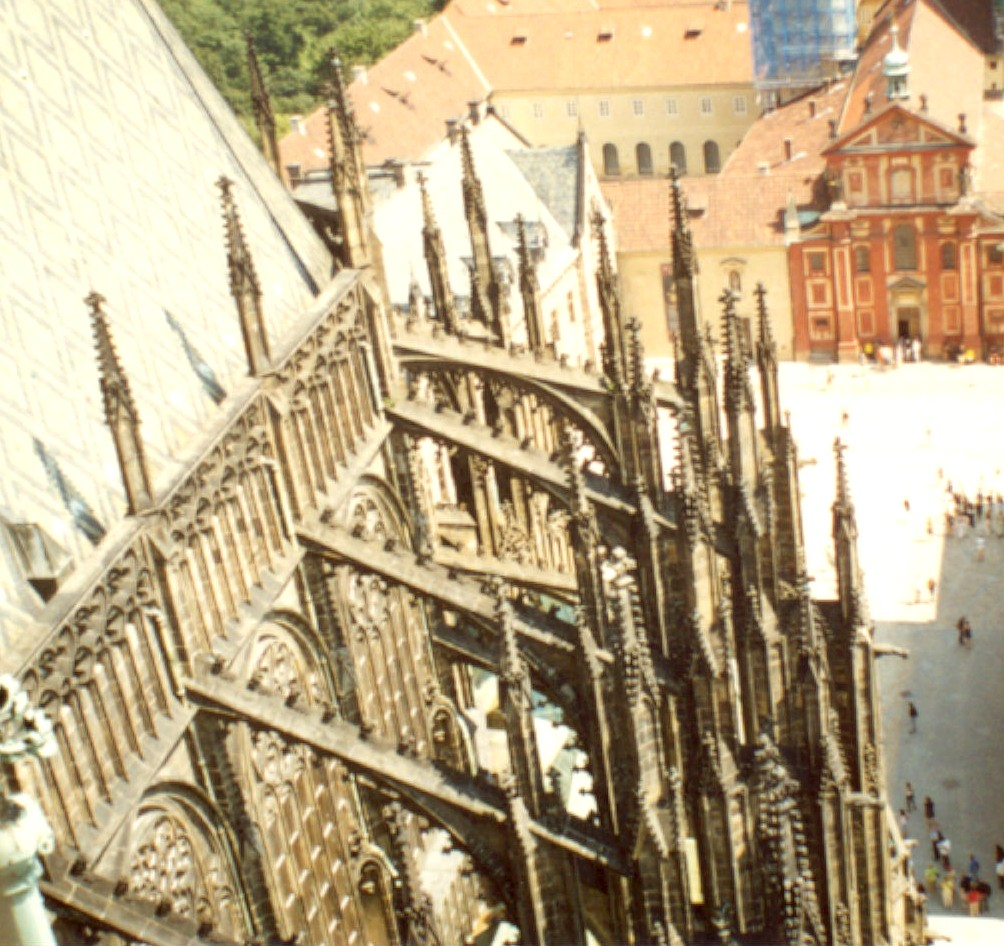
Pinnacoli, cattedrale di San Vito, Praga. Gli innumerevoli pinnacoli sostengono l'altissimo edificio dall'esterno, grazie ai numerosi archi rampanti. Non si tratta di una soluzione di ripiego per garantire la stabilità dell'edificio: la moltitudine di torricelle fa parte del concetto estetico alla base dell'impianto di una cattedrale gotica.

Il pinnacolo è un elemento decorativo dell'architettura gotica, in antichità era anche usato come elemento decorativo dell'altare posto frontalmente alla navata centrale. Spesso era costituito da stoffa ricamata o da legno lavorato.

## Definizione
Si tratta in genere di una guglia posizionata in particolari punti dove gli archi scaricano il peso: contribuisce infatti alla staticità dell'edificio perché, aggiungendo peso, verticalizza la spinta obliqua che proviene dagli archi e dagli archi rampanti rispettivamente ai piloni e ai contrafforti sui quali solitamente è posto.
Dal periodo tardo-rinascimentale in poi i pinnacoli tesero a diventare più decorativi che strutturali. Si trovano, infatti, come elementi verticali decorati in strutture non portanti come balaustre o tetti.
Secondo alcuni testi, la parola può essere usata come sinonimo di guglia.